# محمد عبيدو

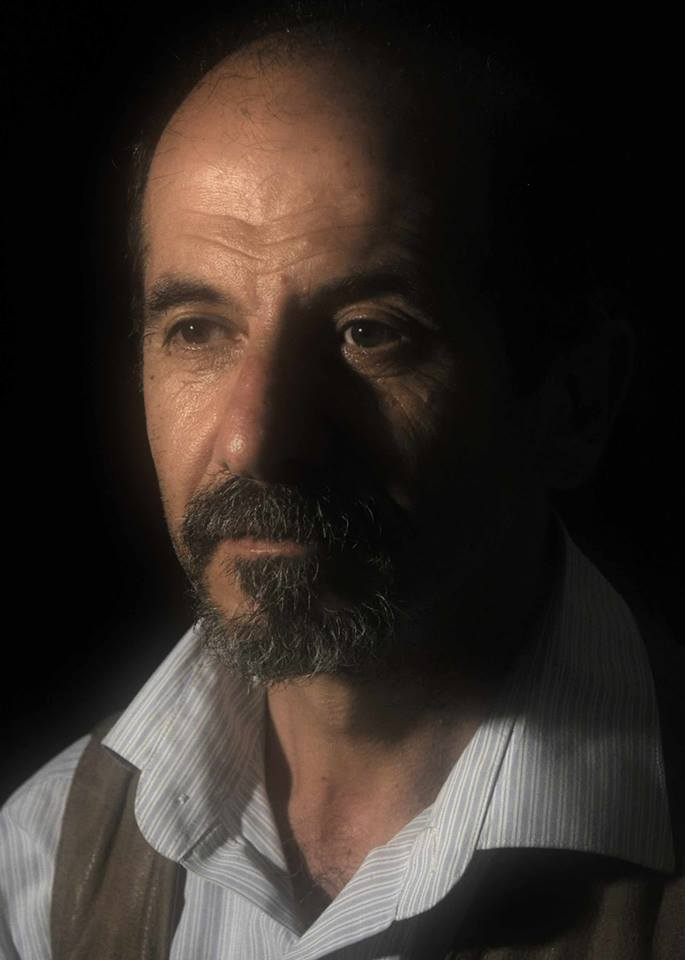
شاعر وسينمائي

محمد عبيدو صحفي وناقد سينمائي سوري. عمل بالكتابة الصحفية والنقدية السينمائية منذ عام 1983 في صحف سورية «تشرين»، و«الأسبوع الأدبي» «المعرفة»، «الحياة السينمائية»، و«ملحق الثورة الثقافي» وغيرها:؛ وأخرى فلسطينية مثل «الحرية» و«إلى الأمام» و«صوت فلسطين»؛ وفي صحف لبنانية مثل «السفير» و«المستقبل» و«الحياة»؛ وإماراتية مثل «البيان» و«الخليج» و«الاتحاد»؛ وكويتية مثل «الفنون» و«الكويت».
عمل محررًا في صفحة أسبوعية نقدية سينمائية في صحيفة «البعث» اليومية السورية منذ 1999 حتى 2010. وهو عضو هيئة تحرير مجلة «الحياة السينمائية» وعضو لجنة مشاهدة واختيار الأفلام لمهرجان دمشق السينمائي وعضو اللجنة الفنية ومحرر الموقع الصحفي والكتب المرافقة وعضو لجنة المشاهدة لمهرجان وهران للفيلم العربي. شارك في مهرجانات سينمائية منها بيروت ودمشق والإسكندرية، والقاهرة، ووهران، وتاغيت وعنابة، وأبو ظبي، والرباط والإسماعيلية ومهرجان السينما العربية بباريس.

## كتب مطبوعة
- شعر:«وقت يشبه الماء» 1987 - دار الشيخ
- «الغياب ظلك الآخر» 1992[1]
- «تمارين العزلة» 1998-اتحادالكتاب العرب[2]
- «ارتباكات الغيم» 2004-وزارة الثقافة دمشق[3]
- رجل مشحون بالندم - شعر - وزارة الثقافة - دمشق-2012[4]

## أعمال أخرى
- «السينما الصهيونية»2004 دار كنعان- دمشق.[5]
- "السينما الإسبانية" 2006 دمشق"[6]
- «السينما في أمريكا اللاتينية» 2009 - مؤسسة السينما ووزارة الثقافة - دمشق
- الفنان التشكيلي في السينما«دمشق - سورية»2012[7]
- المكرمون - الجزائر 5015 منشورات مهرجان وهران[8]